# 弗林特鎮區 (密歇根州)
弗林特鎮區（英語：Flint Township）是位於美國密歇根州傑納西縣的一個特設鎮區。

## 地方資料
弗林特鎮區的面積為61.20平方千米，當中陸地面積為61.20平方千米，而水域面積為0.00平方千米。根據2020年美國人口普查的數據，當地共有人口31447人，而人口密度為每平方千米513.84人。